# Ośnick (przystanek kolejowy)
Ośnick (ukr. Осницьк, ros. Осницк) – przystanek kolejowy w miejscowości Ośnick, w rejonie sarneńskim, w obwodzie rówieńskim, na Ukrainie. Położony jest na linii Kijów – Korosteń – Sarny – Kowel.